# Probolomyrmex filiformis
Probolomyrmex filiformis är en myrart som beskrevs av Mayr 1901. Probolomyrmex filiformis ingår i släktet Probolomyrmex och familjen myror. Inga underarter finns listade i Catalogue of Life.

## Bildgalleri

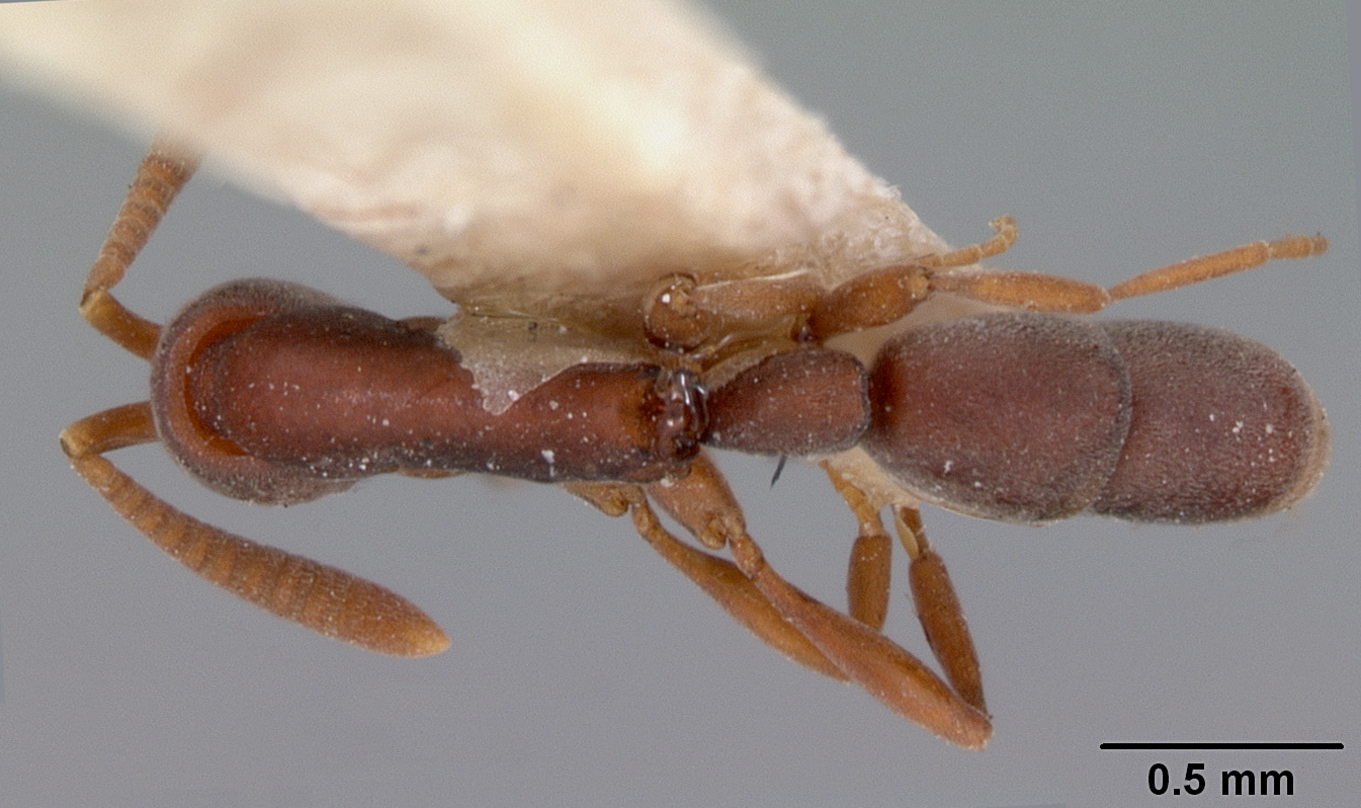
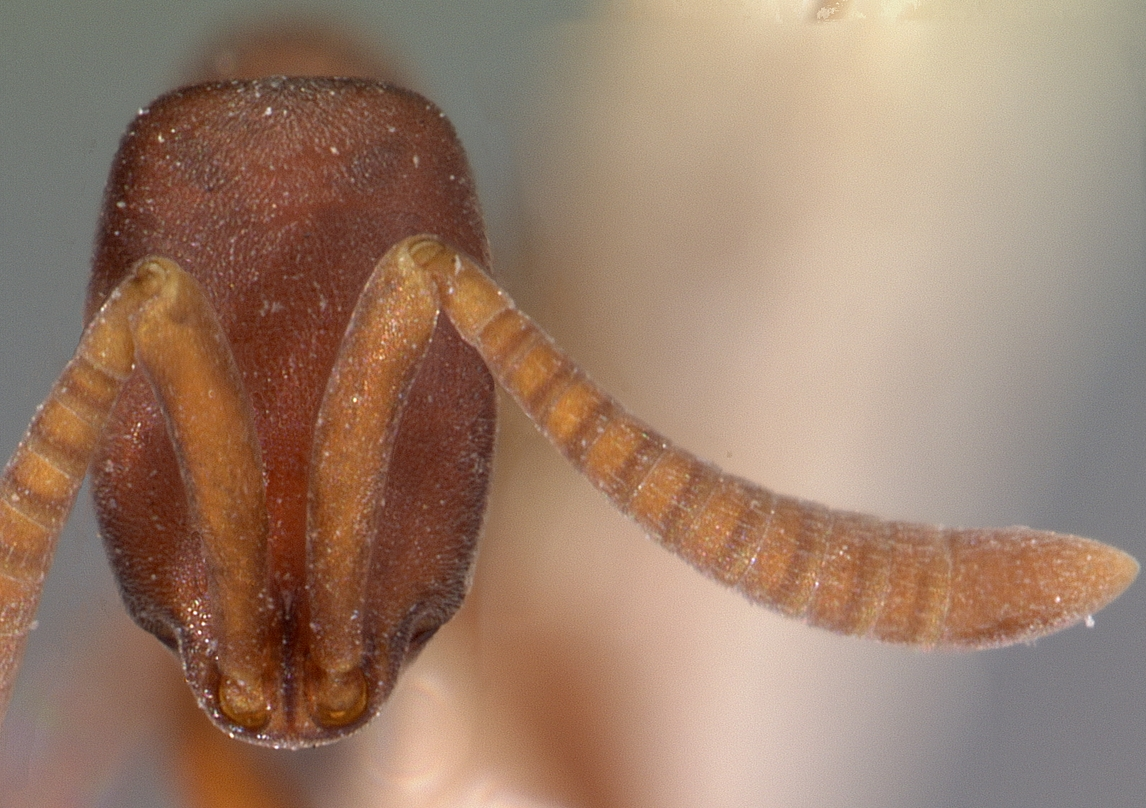
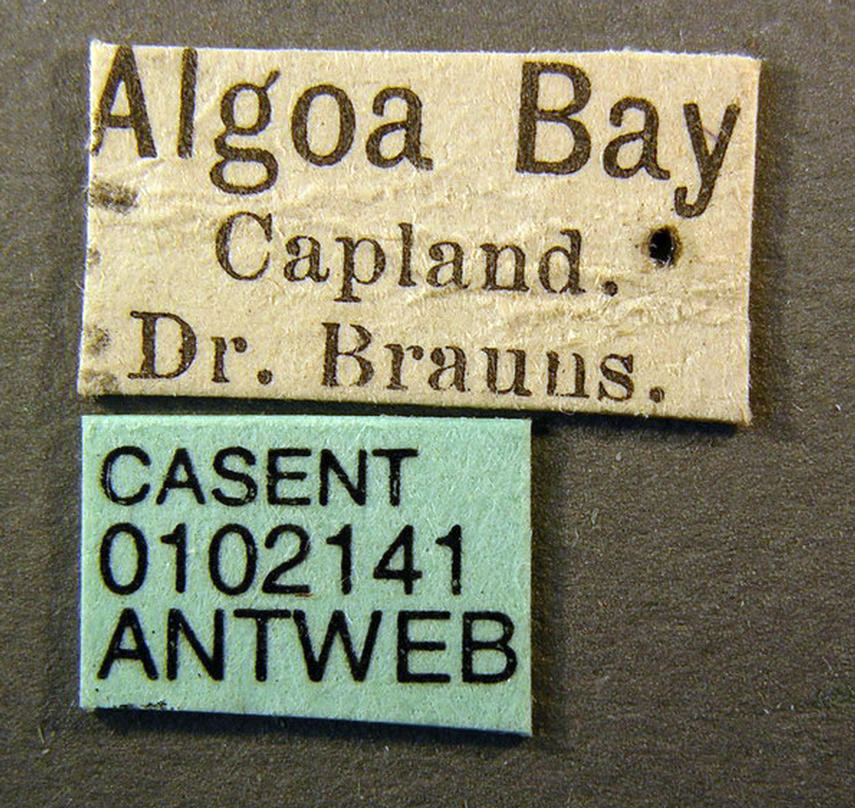
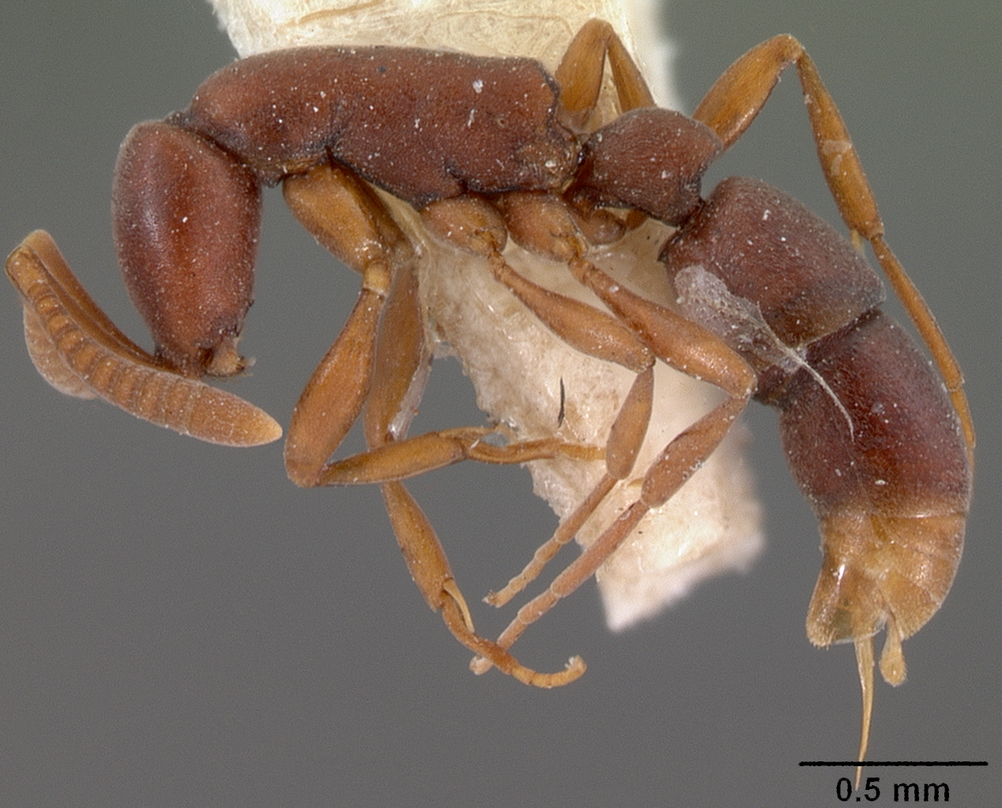
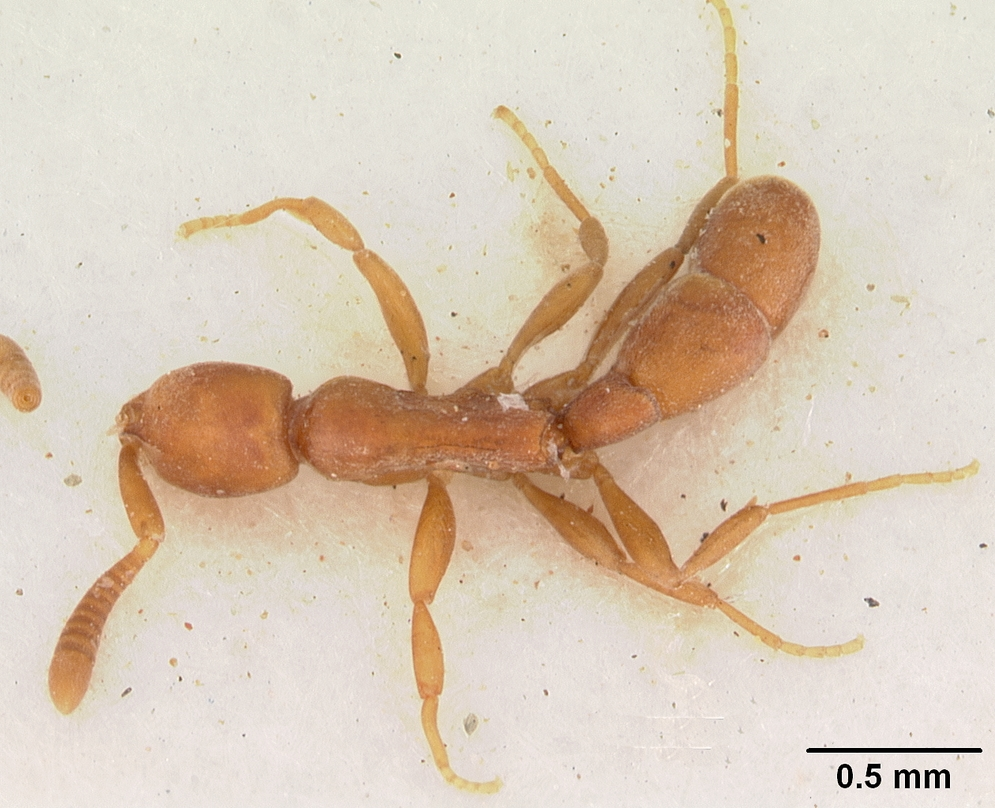
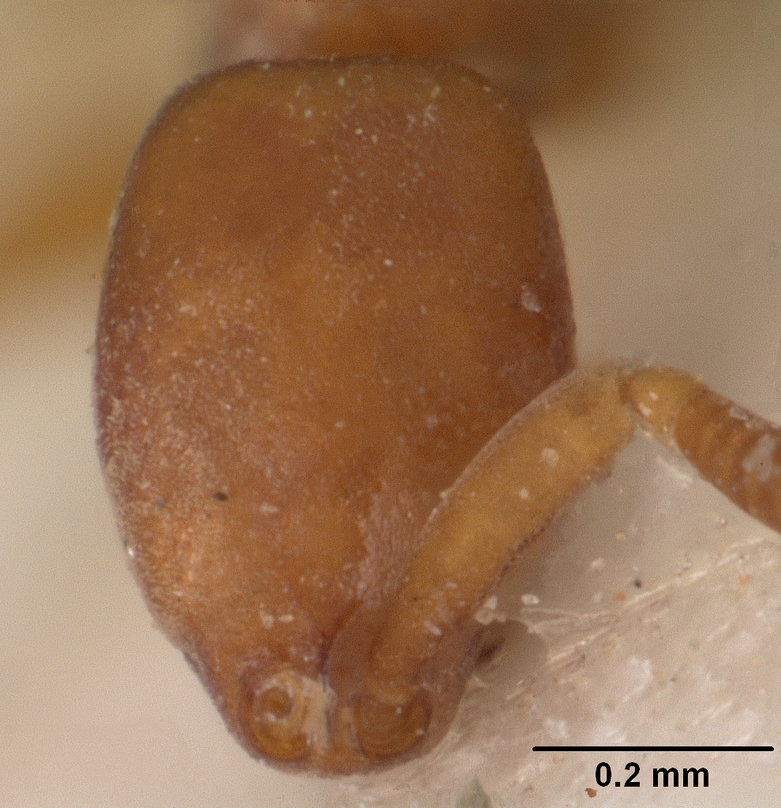